# Bolitoglossa cerroensis
Espèce
Synonymes
- Magnadigita cerroensis Taylor, 1952

Statut de conservation UICN

 LC  : Préoccupation mineure
Bolitoglossa cerroensis est une espèce d'urodèles de la famille des Plethodontidae.

## Répartition
Cette espèce est endémique du Costa Rica. Elle se rencontre entre 2 530 et 2 990 m d'altitude dans la cordillère de Talamanca.

## Description
Bolitoglossa cerroensis mesure entre 110 et 156 mm dont la moitié environ pour la queue. Son dos est brun clair. Son ventre, son menton et la face inférieure de sa queue sont brun pourpre et présentent des taches teintées de crème.

## Étymologie
Son nom d'espèce, composé de cerro et du suffixe latin -ensis, « qui vit dans, qui habite », lui a été donné en référence au lieu de sa découverte, le Cerro de la Muerte.

## Publication originale
- Taylor, 1952 : The salamanders and caecilians of Costa Rica. University of Kansas Science Bulletin, vol. 34, no 2, p. 695-791 (texte intégral).